# I/S Refa
I/S REFA er et dansk affalds- og energiselskab, der er ejet af Guldborgsund og Lolland Kommune. Virksomheden betjener Lolland-Falster og modtager dagrenovation fra flere steder på Sjælland. En stor del af det indsamlede affald bliver brændt af og brugt til fjernvarme i affaldskraftvarmeværket i Nykøbing Falster, der dækker Lolland-Falster, hvor det er den vigtigste energikilde. I 2013 modtog man over 200.000 ton affald, og leverede knap 200 GWh varme og 45 GWh el.
Derudover driver REFA Miljøcenter Hasselø og Miljøcenter Gerringe samt 14 genbrugspladser og tre containerpladser. Genbrugspladserne ligger i Dannemare, Holeby, Horslunde, Maribo, Marielyst, Nakskov, Nykøbing Falster, Nysted, Nørre Alslev, Rødby, Sakskøbing, Stubbekøbing, Søllested og Øster Toreby. Desuden er der genbrugspladser på Askø, Fejø og Femø, der ligger i Smålandsfarvandet nord for Lolland. Virksomhedens forskellige afdelinger bliver hvert år besøgt af omkring 4.000 personer, hvoraf størstedelen besøger skoletjenesten. 12 hektar af Gerringe losseplads skovplantes.
I Nykøbing Falster har virksomheden både et fjernevarmeforbrændingsanlæg og et biomasseværk, der fyrer med træflis. Derudover ligger der fjernvarmeværker i Holeby, Sakskøbing, Stubbekøbing, Gedser og Horbelev.

## Bestyrelse og ledelse
Bestyrelsen i REFA består af ni medlemmer udpeget af byrådene i Guldborgsund og Lolland kommuner. Lolland besætter fire pladser, mens Guldborgsund besætter fem. Fordelingen af bestyrelsespladser er en direkte afspejling af to kommuners indbyggertal og ejerandel af REFA. Bestyrelsen består blandt andet af tidligere borgmester i Nykøbing Falster Kommune Poul-Henrik Pedersen (formand), tidligere fødevareminister Henrik Høegh (næstformand), nuværende borgmester i Guldborgsund Kommune John Brædder og nuværende borgmester i Lolland Kommune Holger Schou Rasmussen.
Den daglige ledelse varetages af selskabets direktør.

## REFA i et historisk perspektiv
I 2012 købte REFA Maribo-Sakskøbing Kraftvarmeværk af DONG Energy for 92 millioner kr. Kraftvarmeværket ligger i den vestlige udkant af Sakskøbing og leverer elektricitet og varme.
I sommeren 2014 hærgede en brand REFAs losseplads ved Hasselø i tre døgn.